# Lars Göransson
För andra betydelser, se Lars Göransson (olika betydelser).

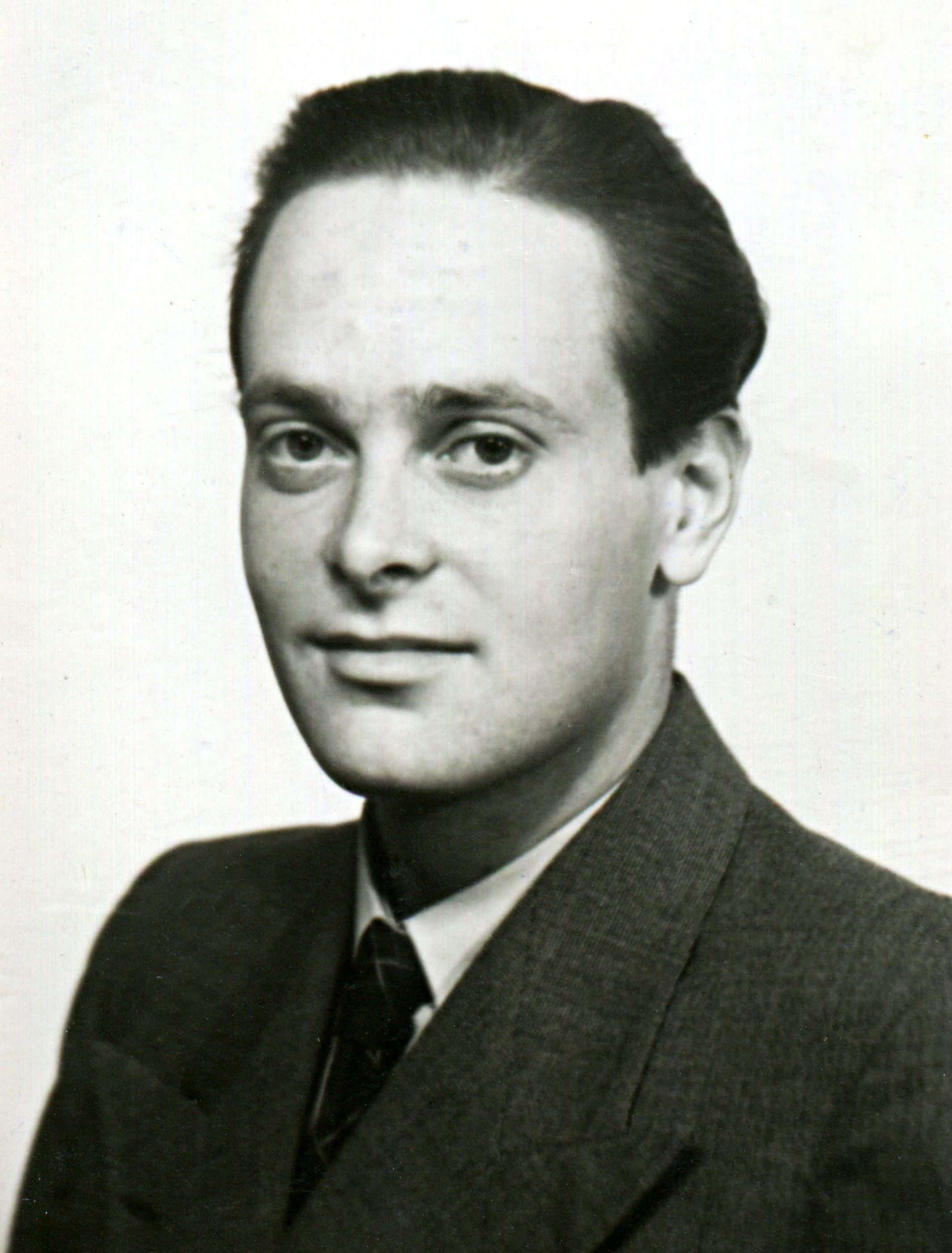
Lars Göransson

Lars Henrik Göransson, född 20 december 1919 i Stockholm, död 14 januari 1994 i Helsingborg, var en svensk författare, främst som novellist. Han växte upp i flerfamiljsvillan Nannylund på Djurgården i Stockholm och gick latinlinjen på Östra real. Efter militärtjänstgöringen reste han runt och uppträdde som trollkarl och ordnade revyer vid förströelsedetaljen. Senare kom han att bli mycket tillbakadragen. I Göranssons prosa finns många skildringar av Stockholm men även Gotland och Skåne hörde till hans litterära jaktmarker. Lars Göransson är begravd på Norra kyrkogården i Lund.

## Priser och utmärkelser
- Svenska Dagbladets litteraturpris 1949